# Michael Hicks Beach (2e comte St Aldwyn)
Pour les articles homonymes, voir Michael Hicks Beach.
Michael John Hicks Beach, 2e comte St Aldwyn (9 octobre 1912 - 29 janvier 1992) est un homme politique conservateur britannique. Il est dans les gouvernements de cinq premiers ministres différents.

## Jeunesse et formation
St Aldwyn est le fils unique de Michael Hicks-Beach (vicomte Quenington), tué au combat en 1916, et le petit-fils de Michael Hicks Beach (1er comte St Aldwyn). Sa mère est Marjorie Brocklehurst, également décédée en 1916, fille d'Henry Dent Brocklehurst. Il succède à son grand-père au comté en avril 1916, âgé de trois ans seulement. Il fait ses études au Collège d'Eton et combat plus tard pendant la Seconde Guerre mondiale comme major dans le 1st Royal Gloucestershire Hussars.

## Carrière politique
En 1954, St Aldwyn est nommé secrétaire parlementaire adjoint du ministère de l'Agriculture et de la Pêche dans l'administration conservatrice de Winston Churchill, poste qu'il conserve sous Anthony Eden et Harold Macmillan (le ministère est renommé ministère de l'Agriculture, de la Pêche et de l'Alimentation en 1955).
En 1958, Macmillan le promeut au rang de capitaine de l'honorable Corps des messieurs d'armes (whip en chef du gouvernement à la Chambre des lords). Il conserve ce poste également sous Sir Alec Douglas-Home de 1963 à 1964. Après que les conservateurs aient perdu le pouvoir en 1964, il est whip en chef de l'opposition à la Chambre des lords de 1964 à 1970. Lorsque les conservateurs reviennent au pouvoir en 1970 sous la direction d'Edward Heath, St Aldwyn est de nouveau nommé capitaine de l'honorable corps des messieurs d'armes, et le reste jusqu'à la chute du gouvernement en 1974.
Entre 1974 et 1978, il est de nouveau whip en chef de l'opposition à la Chambre des lords. En plus de sa carrière politique, il est également juge de paix et lieutenant adjoint du Gloucestershire et a été vice-Lord Lieutenant du Gloucestershire de 1981 à 1987. Il est admis au Conseil privé en 1959, et nommé KBE en 1964 et GBE en 1980.

## Mariage et enfants
Lord St Aldwyn épouse Diana Mary Christian Mills, fille de Henry Christian George Mills, le 26 juin 1948. Ils ont trois fils:
- Michael Henry Hicks-Beach, 3e comte St Aldwyn (né le 7 février 1950).
- Peter Hugh Hicks-Beach (né le 31 mai 1952).
- David Seymour Hicks-Beach (né le 25 mai 1955).

Lord St Aldwyn est décédé en janvier 1992, âgé de 79 ans, et est remplacé par son fils aîné Michael.